# 이상돈 (축구인)
이상돈(李相燉, 1985년 8월 12일 ~ ) 대한민국의 전직 축구 선수로, 포지션은 오른쪽 풀백, 오른쪽 측면 미드필더였으며 현재 수원 FC의 코치이다. 동생 이상호 역시 전직 축구 선수이다.